# Auto, vliegtuug
Auto, vliegtuug is een single van de Nederlands-Limburgse band Rowwen Hèze. De single is afkomstig van het studioalbum 't Beste van 2 werelden uit 1999. In april dat jaar werd het nummer op cd-single uitgebracht.

## Achtergrond
In Nederland werd de single in het voorjaar van 1999 veel gedraaid op de landelijke radiozenders en de regionale radiozender L1 en werd een radiohit. Vreemd genoeg bereikte de single de Nederlandse Top 40 op destijds Radio 538 niet, maar bleef steken op een 2e positie in de Tipparade. Wél bereikte de single de 51e positie in de publieke hitlijst; toentertijd de Mega Top 100 op Radio 3FM.
In België (Vlaanderen) werd de single wél veel gedraaid op de radio, maar behaalde géén notering in zowel de Vlaamse Ultratop 50 als de Vlaamse Radio 2 Top 30.
De single staat sinds de editie van december 2009 genoteerd in de jaarlijkse NPO Radio 2 Top 2000 van de Nederlandse publieke radiozender NPO Radio 2, met als hoogste notering tot nu toe een 290e positie in 2009.

## NPO Radio 2 Top 2000
| Nummer met noteringen in de NPO Radio 2 Top 2000 | '09 | '10 | '11 | '12 | '13 | '14 | '15 | '16 | '17 | '18 | '19 | '20 | '21 | '22 | '23 | '24 |
| ------------------------------------------------ | --- | --- | --- | --- | --- | --- | --- | --- | --- | --- | --- | --- | --- | --- | --- | --- |
| Auto, vliegtuug                                  | 290 | 405 | 472 | 644 | 673 | 995 | 833 | 986 | 989 | 825 | 640 | 795 | 758 | 736 | 749 | 774 |

1. ↑  Een vetgedrukt getal geeft de hoogste notering aan.
2. ↑  2009 was het eerste jaar met een notering voor dit nummer.